# 노신영
노신영(盧信永, 1930년 2월 28일~2019년 10월 21일)은 대한민국의 정치인이다. 제18대 외무부 장관, 제18대 국무총리를 지냈다. 본관은 광주(光州). 호(號)는 학천(鶴泉)이다.
1953년 제4회 고등고시 합격하여 1955년부터 1982년 6월까지 27년간 외무부에서 근무하였고, 1985년 2월까지 국가안전기획부장을 역임하였으며, 1987년 5월까지의 국무총리직을 끝으로 32년 간의 공직생활을 마감하였다.
제5공화국의 내각을 대표하는 인물로 전두환에게 크게 신임을 받았다.
1985년 반기문을 총리 의전비서관으로 발탁했고, 반기문 유엔사무총장의 조력자로 활동했다. 정세영 현대산업개발 명예회장, 홍진기 前 중앙일보 회장과 사돈 관계를 맺었다.

## 생애
노신영은 1930년 2월 28일 평안남도 강서군 강서면 학천리에서 출생하였다. 출생 순서로는 5남이었으나 먼저 태어난 형 넷이 모두 어려서 사망하였기 때문에 장남이 되었다. 전학년을 우등생으로 강서 덕흥공립국민학교를 졸업하고 평양고보의 후신인 평양 제2공립중학교에 입학하였다. 노신영이 중학교 3학년때 광복이 되어 중학교 졸업후 부모님의 권유에 따라 1949년 서울로 월남을 하였다. 월남후 노신영은 고구마를 팔며 고학을 하게 된다. 본래 그는 역사를 좋아하여 역사학과를 지원하려 하였으나 주위의 권유로 인해 서울대학교 법과대학을 선택하게 된다. 그러나 입학한 지 불과 2주 만에 6·25전쟁이 발발하였고 따라서 9·28일 수복 후 학도의용군에 지원하게 된다. 군복무 중 1953년 2월 임시수도 부산에서 열린 제4회 고등고시 행정과 3부 (현:외무고시) 에 합격하였지만 당시 규정상 군복무자는 수습행정관으로 채용될 수 없었다. 방법을 찾던 중 외국의 대학으로부터 입학허가서와 장학금 또는 재정보증서를 받고 유학시험에 합격하면 제대가 가능하였기에 유학길에 올라 1955년 미국 켄터키 주립대 대학원에서 정치학 석사 학위를 받은 뒤 외무부에 입부할 수 있었다.

### 외무부 시절
귀국 후 1955년 11월 외무부에 입부하였다. 입부하자마자 정무국에 배정되어 7개월만에 사무관이 되었고, 구미과, 방교국 정보문화과장을 거쳐 총무과장이 되었다. 이후 주미 1등서기관, 주 터키 1등서기관, 조약과장, 문서국장, 주 타이 참사관, 아주국장, 주 이탈리아 참사관, 기획관리실장, 주 로스앤젤레스 총영사, 주 뉴델리 총영사, 외무부차관, 주 제네바 대사를 거쳐 전두환 정권에서 1980년부터 1982년까지 외무부장관을 지냈다.
1982년 6월 2일 유학성의 뒤를 이어 국가안전기획부장으로 임명되었다. 이로서 1961년 중앙정보부 창설 이래, 처음으로 군인이 아닌 민간인(관료) 출신 정보기관 수장이 되었다. 이 직위는 1985년 2월 19일 국무총리로 임명되기까지 지속되었다.

### 외무부 장관

#### 69명의 숙정자문제
1980년 9월 10일 노신영은 제 18대 외무부 장관에 취임한다. 장관을 임명하는 임명장 수여식에서 전두환이 노신영한테 "당신이 노신영이오? 정보보고를 보니 괜찮다고 해서 시켰소. 잘하시오"라고 하며 등용이유를 밝혔다. 임명되는 당일부터 그는 이른바 "69명의 숙정자문제"를 겪게 되는데 명단에 포함된 69명의 외교관들은 대부분 밑에서부터 올라온 정치적으로 무관한 직업 외교관이었지만 일방적으로 그들을 숙정하라는 명령을 받게 된다. 이미 타 부서는 숙정작업을 끝낸 상태라서 외무부 내부에서도 숙정을 막을 수 없다는 의견이 지배적이었지만, 긴밀히 해당 관계자들과 협의한 끝에 마침내 전두환으로부터 "내가 장관을 믿으니 장관에게 맡기겠지만 절대로 잘못이 없도록 하시오"라며 재가를 받게 되나, 전두환 측근의 반발로 끝내 3명의 직원이 숙정을 피할 수 없게 되었다.

#### 외무공무원법 제정
노신영은 숙정자문제 같은 일련의 사건을 겪은 후에 외무공무원법의 필요성을 느끼게 된다. 때마침 외무부 내에서도 특례법의 논의가 나오던 때였으므로 노신영은 이 기회에 외무공무원법의 성안을 서두르도록 지시하였다. 외무부에서 마련한 법안은 부내에서 여러 차례의 공청회를 거친 후 총무처, 경제기획원과 법제처의 동의를 얻어 1980년 12월 8일 차관회의를 통과하였다. 그러나 청와대 측으로부터의 수정요청이 있어 국무회의에서는 1981년 2월 17일에야 통과되었다. 몇가지 수정을 거친뒤 위원회를 통과한 외무공무원법은 1981년 5월 14일부터 실행되었다.

#### 88올림픽 유치
1979년 9월에 올림픽을 개최하겠다는 방침이 결정된 후에 10·26 사건 이후 잠시 소강상태를 보였던 올림픽 유치 논의는 전두환의 취임부터 본격화되었다. 반대의 목소리가 많았으나 전두환은 올림픽 유치활동을 적극 추진할 것을 지시하였다. 노신영은 반대론자들의 의견에 동의하면서도 다음과 같은 3가지 이유에서 올림픽 개최를 적극 찬성하였다.
첫째, 그동안 세계 여러나라에서 근무하면서 대한민국에 대한 소개가 미흡하고, 간혹 소개가 되었다라고 하여도 그것이 잘못되어 있었다. 그것은 제1우방인 미국도 마찬가지였으며 아직도 미국인들은 6·25 전쟁 중 초가집이 불타고 남루한 처지의 한국으로만 인식하고 있기에 경제적인 부담은 된다 하더라고 중진국으로 발전한 대한민국의 모습을 보여줘야 한다.
둘째, 올림픽은 세계의 각 지역을 4년마다 돌아가며 개최되므로 1988년도 올림픽을 서울에 유치하지 못하면 20세기 내로는 또다시 기회가 없을것이다. 그리고 21세기에 들어가서는 아주지역에서 개최할 차례가 된다 하더라도 그때에는 중국 등의 대국이 새로운 경쟁상대로 등장할 것이다.
셋째, 올림픽을 통하여 한국의 경제발전과 국력신장을 보여줘 비동맹권 미수교국과의 조속한 관계개선을 도모할 수가 있고, 역사적인 큰 행사를 통하여 국민의 일체감도 고양할 수가 있다. 또한 성공적인 올림픽 개최는 통상확대와 교역증진에도 크게 기여할 것이다.

#### 외무부장관 이임
노신영과 각별한 친분이 있던 리차드 워커(Richard L. Walker) 前 주한 미국 대사의 회고록『KOREAN REMEMBRANCES』에 따르면, 처음에 전두환이 안기부장 자리를 제안했을 때부터 노신영은 그 자리를 원치 않는 눈치였다고 한다. 따라서 그는 거듭 안기부장의 자리를 거절하였으나 뜻밖에도 1982년 6월 2일 낮, 방송을 통해 인사발표가 나버렸고, 때문에 어쩔 수 없이 안기부장으로 발령이 되었다.
이 부분에 관하여 후일 노신영이 자신의 회고록에 기록하길 "외무부는 나의 인생 그 자체였고 외무부 없이는 나의 젊은 시절을 이야기 할 수가 없다. 그만큼 나는 외무부에 정열을 쏟았고 사랑했다 ... 중략 ... 1970년대에는 공직자라면 누구나 가야 하는 새마을연수에도 가지 못하였고 27년 동안 나는 그저 외무부의 일에만 열중하였고 외무부의 일에서 기쁨과 보람을 찾았다 ... 중략 ....

### 국가안전기획부장

#### 김대중 내란음모사건
1981년 1월 사형에서 무기징역으로 감형되었던 김대중은 1982년 3월에는 20년으로 감형되었다. 그리고 1982년 12월에는 형집행정지로 석방되어 미국으로 떠났다. 노신영이 자신의 회고록에서 기록하길, 처음부터 전두환은 김대중을 사형 할 생각이 없었다고 한다. 따라서 1982년 8·15 광복특사 때 김대중을 석방하려고 하였으나 주위의 반대로 뜻을 거둘 수밖에 없었다. 하지만 12월이 되자 더 이상 사태를 두고볼 수 없었던 전두환은 안기부장이었던 노신영을 불러 김대중 내란음모사건에 대해 상의하였고 시일내로 김대중의 부인인 이희호와 몇가지 사항을 협의하도록 지시하였으며 미국측과의 협의도 지시하였다. 이에 당시 주한미국대사로 있었던 워커 대사에게 연락하여 미국으로 가는경우 사증발급에 대해 논의였고 워커 대사는 즉시 발급해주겠다는 약속을 하였다. 전두환은 김대중을 서울대학교병원으로 이송하기로 예정된 바로 전날 관계장관과 측근인사들이 모인 청와대 회의실에서 "김대중 씨를 석방하여 미국으로 보내기로 했습니다" 라고 공포하였고 이에 김대중은 자신의 부인 및 두 아들을 데리고 미국으로 떠났다.

#### KAL기 격추사건
1983년 9월 1일에 발생한 대한항공기(KAL)격추 사건은 뉴욕에서 앵커리지를 경유하여 서울로 비행 중이던 대한항공 007편 보잉747 여객기가 사할린 부근 상공에서 소련전투기 미사일 공격을 받고 추락하여 탑승자 전원이 사망한 사건이다.
296명의 사망자 중에는 미 하원의원 래리 맥도널드를 비롯한 56명의 미국인을 비롯하여 일본인과 대만인등 150여명의 외국인도 포함되어있었다. 이에 우리나라는 즉각 대통령 주재하에 안보장관회의를 개최하고 대책을 논의하는 한편 유엔 안보리이사회에서도 KAL기 격추사건을 조사하기 위한 긴급회의가 소집되었다. 이사회에서는 미국, 영국, 캐나다, 일본 등 여러 나라들이 소련의 만행을 규탄하였다. 9월 8일에 미국과 영국등 우방 9개국이 소련을 규탄하는 결의안을 유엔에 제출하였으나, 소련의 거부권 행사로 채택되지 못하였다.
9월 12일과 9월 16일에 한국과 미국은 두차례에 걸쳐 피해보상각서를 소련측에 전달하려 했으나 소련측은 접수를 거부하였다.

#### 안기부장 이임
1985년 2월 12일에 열린 제12대 국회의원선거에서 새로 창단된 신민당이 지역구 50석과 전국구 17석을 차지하여 기존의 민한당과 국민당을 누르고 원내 제 1야당이 되었다. 여당인 민정당이 기대한 만큼 의석을 늘리지 못하자 안기부장인 노신영은 그에 대한 책임으로 전두환에게 사표를 제출하였다. 하지만 전두환은 사표를 거부한채 1년간은 그대로 유임시키겠다며 안기부 간부회의를 소집하고 이 사실을 알리라고 한다. 그래도 노신영이 재삼 사의를 표명하자 전두환은 그의 말은 듣지 않으며 "빨리 내려가라"고 지시하였고 어쩔 수 없이 그날 회의를 열어 유임소식을 알렸다. 그러나 수일이 지난후 뜻밖에도 노신영은 국무총리에 임명된다.
노신영은 한 신문사와의 인터뷰에서 "나는 누가 안기부장인지를 국민들이 모르면 모를 수록 사회는 안정되고 국정은 잘된다고 생각하였으며, 지금도 그 생각에는 변함이 없다."라는 안기부장으로서의 신념을 내비쳤다.

#### 후계자 문제
1986년 퇴임이 얼마 남지 않은 전두환은 자신의 후임으로 민간인 출신의 노신영을 선택하려고 하였다. 하지만 주변 인사들, 특히 군 출신들이 말도 안 된다. 어떻게 그럴 수 있느냐며 극렬하게 반대하자 결국 뜻을 거두고 말았다.

### 국무총리 시절

#### 박종철 고문치사사건과 퇴임

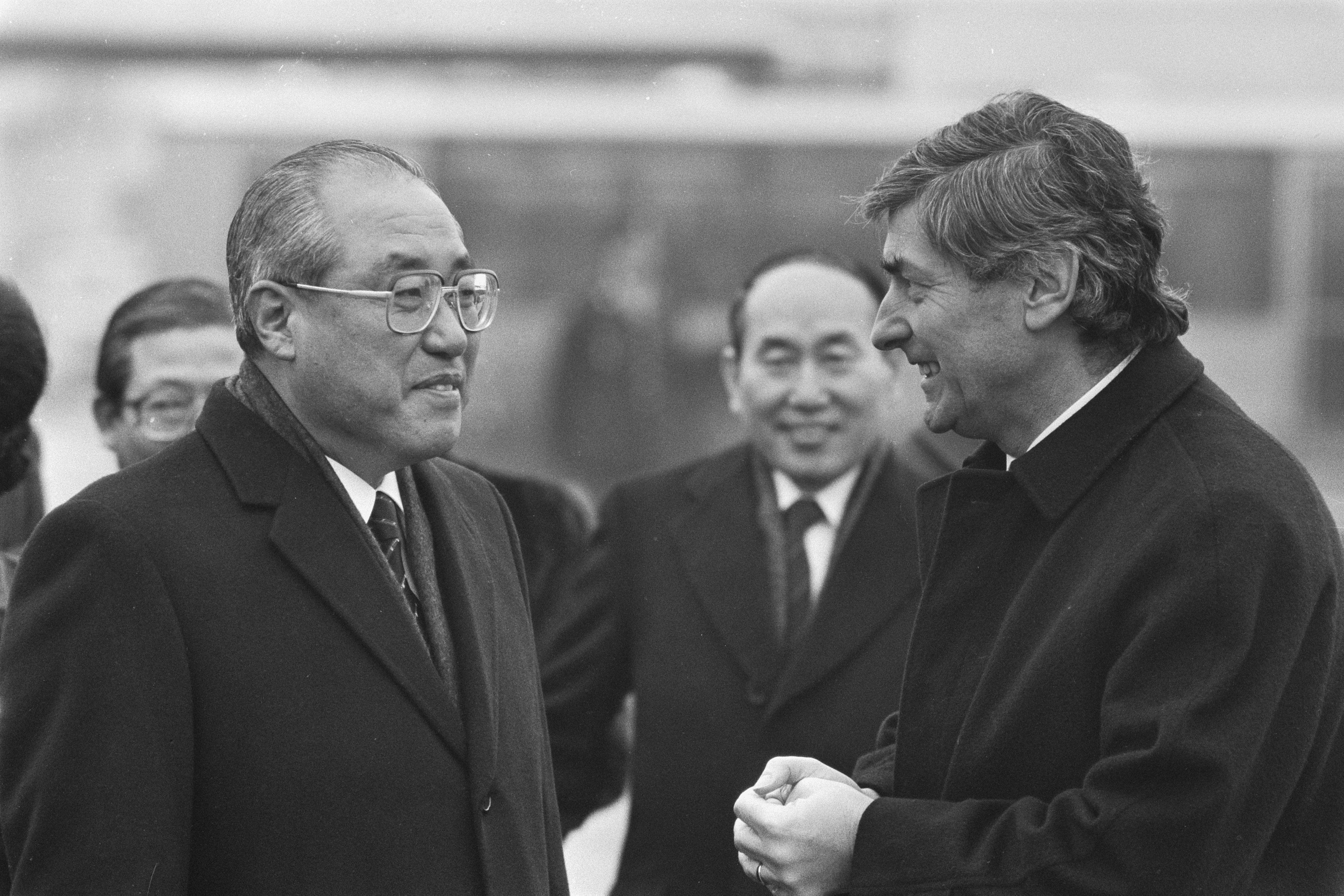
네덜란드를 방문한 노신영 총리 (1987년)

1987년 1월 14일 6월 항쟁으로 촉발되는 박종철 고문치사 사건이 발생하였다. 1월 15일 저녁, 일간지를 읽던 도중 구석에 조그맣게 씌어진 기사를 이상하게 여긴 노신영은 다음날 아침 김종호 내무부장관 과 정재철 정무장관을 추궁한다. 처음에 김종호는 경찰이 발표한 기사 그대로라며 거짓을 고하였으나 정재철이 자리를 뜨자 곧 고문치사 사건이라며 사실을 말한다. 이에 곧 대책회의를 소집하여 당시 노태우 대표위원과 박영수 청와대비서실장, 그리고 장세동 안기부장, 노신영 4사람이 이 문제에 대해 협의하였고 이 회의에서 노신영은 "전날의 닉슨 전 미국대통령의 사임이 도청 사실을 은폐하였기에 발생한 일이라며, 늦었지만 이 사실을 방송매체를 통하여 전국민에게 알려야 한다"고 말하였다. 하지만 후에 또 범인축소 조작사건이 발생하였고 총리인 자신이 모든 책임을 지고 퇴임을 하지 않을시엔 그 여파가 청와대까지 미칠 수도 있음을 우려하여 전두환에게 사의를 표명한다. 처음엔 전두환 역시 임기가 9개월밖에 남지 않았으니 그냥 유임할 것을 권고하였으나 여론이 급속도로 악화되어 결국 그의 사임을 결정하게 되었다.

### 퇴임 후
국정자문위원, 한·미현인회의 한국측 대표와 고려대학교 석좌교수등을 지낸후 현재는 롯데복지·장학재단 이사장과 안중근 의사숭모회 이사장직을 역임했다.

### 사망
2019년 10월 21일 오후에 서울대학교병원에서 숙환으로 투병하던 중 향년 89세를 일기로 별세하였다.

## 가족
- 배우자: 김정숙(金貞淑, 1932년 9월 10일 ~ 2009년 4월 25일)
  - 첫째 아들: 노경수(盧慶秀, 1954년 10월 27일~, 서울대학교 행정대학원 교수)
  - 첫째 며느리: 정숙영(鄭淑英, 1959년 12월 21일~, ㈜가교아트 대표, 정세영의 딸)
  - 둘째 아들: 노철수(盧哲秀, 1956년 7월 27일~, 애미커스그룹 회장, 중앙데일리 상임고문)
  - 둘째 며느리: 홍라영(洪羅玲, 1960년 1월 10일~, 삼성미술관 부관장, 홍진기의 딸)
  - 셋째 아들: 노동수(盧東秀, 1959년 5월 13일~2017년 2월 13일, 고려서적 사장)
  - 첫째 딸: 노은경(盧恩卿, 1957년 11월 14일~ )
  - 둘째 딸: 노혜경(盧惠卿, 1960년 8월 30일~ )
  - 둘째 사위: 류진(1958년 3월 5일~, 풍산금속 대표이사)

## 상훈
- 국민훈장 무궁화장
- 수교훈장 광화대장

## 저서
- 노신영 회고록 (盧信永 回顧錄, 고려서적 2000년)

## 관련 인물
- 반기문

반기문 유엔사무총장과 노신영의 인연은 그가 주 뉴델리 총영사·주 인도대사 시절로 거슬러 올라간다. 비록 차석으로 외무고시를 합격하였으나 연수원시절에 수석을 하여 해외공관을 선택할 수 있는 우선권이 주어졌던 반기문은 당시 자신의 경제상황을 고려하여 물가가 비싼 미국행을 마다하고 뉴델리를 그의 첫근무지로 선택하였다. 이후로부터 반기문은 노신영이 국무총리를 지낼 때까지 그를 성심 성의껏 보필해주었으며, 노신영도 성실한 반기문을 크게 신임하였다. 특히 노신영이 국무총리시절대 반기문을 이사관(공무원 직급 2급)으로 파격승진한 일화는 유명하다. 노신영은 반기문의 정신적인 부분에도 많은 영향을 끼쳤는데 반기문이 외교통상부 차관을 지낼 시절, 2004년에 전국민이 안타까워한 김선일피살사건이 발생하게 된다. 탈레반과 협상을 담당한 외교통상부는 이 일에 책임을 져야했고 그 대상으로 당시 반기문 차관을 선택하였다. 이 일을 통해 반기문은 크게 낙심하였고 이 때에 노신영은 그의 멘토로서 많은 도움을 주게 된다. 이후로도 노신영과 반기문과의 관계는 지속되었고 항상 반기문은 국내에 입국하면 노신영과의 만남을 갖는다고 한다.
최근에는 노신영의 아내 김정숙이 사망하자 노신영에게 위로차 전화를 걸었다.
- 리차드 워커

리차드 워커(Richard Louis Walker, 1922~)前 주한 미국 대사는 역대 주한 미국 대사중에 가장 오랫동안 대사직을 수행하였으며(1981년 7월 ~ 1986년 8월) 노신영과의 개인적인 친분이 매우 두터운 인물이다. 그는 1981년 6월에 이한한 글라이스틴(William H. Gleysteen, Jr.) 대사의 뒤를 이어 7월에 부임하였고, 예일(Yale)대학교 출신으로 아시아 문제 전문가이고 오랫동안 대학에서 학생들을 가르친 석학이었다. 특히나 대외적으로 민감한 이슈들이 많았던 제5공화국에서 한미간에 변함없는 신뢰관계를 유지할 수 있었던것은 노신영과의 개인적인 관계였다고 워커대사는 언급한바 있다. 워커대사는 노신영은 항상 자신의 조언을 경청해주었고 외무장관때나 국무총리때나 그가 만나보라고 요청했던 미국인 방문객에게는 시간을 내주었으며, 그가 모시던 권위주의적 대통령으로부터 저돌적이고 무모한 정책을 수행하라는 지시를 받을때에도 동료들과 마찬가지로 충실히 수행하는 한편, 충격과 파급효과를 누그러뜨리기 위해 애썼다고 회고하였다. 노신영은 워커대사를 '딕씨(Dixie)'라는 애칭으로 부르며 두 사람은 서로 공직에서 물러난 이후에도 변함없는 우정을 유지하고 있다.
- 박정희
- 최규하
- 전두환
- 허화평
- 장세동

## 노신영을 연기한 배우
- 김병기 - 2005년(제5공화국) MBC 드라마
- 장광 - 1995년(제4공화국) MBC 드라마